# 202년

## 연호
- 후한(後漢) 건안(建安) 7년

## 기년
- 후한(後漢) 헌제(獻帝) 14년
- 신라(新羅) 내해 이사금(奈解泥師今) 7년
- 고구려(高句麗) 산상왕(山上王) 6년
- 백제(百濟) 초고왕(肖古王) 37년

## 탄생
- 중국 촉한(蜀漢)의 무장 강유(姜維)

## 사망
- 봉기(逢紀)
- 원소(袁紹)